# Carlo Terron
Carlo Terron (* 11. April 1910 in Verona; † 16. Juli 1991 in Mailand) war ein italienischer Schriftsteller, Journalist und Psychiater.

## Werk
In Deutschland machte Terron hauptsächlich mit seinen Bühnenwerken auf sich aufmerksam. Die Tragikomödie in 2 Akten Celestina, deren deutschsprachige Ausgabe 1963 im Druck erschien, hatte vielbeachtete Inszenierungen, z. B. die Kölner Aufführung Karl Parylas, die 1967 mit einer Einladung zum Berliner Theatertreffen ausgezeichnet wurde. Das Monodrama Schwarze Witwe beschrieb Christian Ferber als „höchst dramatische, großartige Studie über die menschliche Natur“ und „Zeugnis moderner Literatur“. Bekannt wurde auch Terrons dreiaktiges Trauerspiel Judith, das in Italien 1949 den Nationalpreis Riccione erhielt.
Zwei Schallplatteneinspielungen Terron’scher Texte durch bedeutende Schauspielerinnen in den 1960er Jahren belegen den Rang, den Terron zu dieser Zeit in Deutschland als Dramatiker besaß: Maria Wimmer sprach 1967 den Einakter Die schwarze Witwe, Elisabeth Flickenschildts Schauspielerporträt Elisabeth Flickenschildt spricht (1970) zeigte die vielseitige Theatermimin ebenso in einer Terron-Rolle.